# Salvator Mundi (Leonardo da Vinci)
Salvator Mundi é uma pintura de Jesus Cristo como o Salvator Mundi (Salvador do Mundo), atribuída a Leonardo da Vinci por especialistas aquando da sua redescoberta no ano de 2005. A atribuição completa a da Vinci, porém, não é ponto pacífico, tendo sido contestada por alguns especialistas que argumentam tratar-se duma obra que, embora tenha participação do pintor, teve igualmente significativas intervenções alheias, possivelmente dos estudantes que atuavam no seu ateliê.
Após ser descoberta em 2005, a obra logo foi restaurada e posta em exibição no ano de 2011. A pintura mostra Cristo, no estilo renascentista, dando uma bênção com a mão direita levantada e os dedos cruzados enquanto segura uma esfera de cristal na mão esquerda. A pintura foi vendida em leilão pela Christie's em Nova York, em 15 de novembro de 2017, por 450,3 milhões de dólares, estabelecendo uma nova marca para a pintura mais cara já vendida.

## História
Salvator Mundi de Leonardo da Vinci foi possivelmente pintado para Luís XII da França e sua consorte, Ana, Duquesa da Bretanha. O quadro provavelmente foi encomendado pouco depois das conquistas de Milão e Gênova por volta de 1500.
Posteriormente, foi detido por Carlos I da Inglaterra e mantido em sua coleção de arte particular em 1649, até ser leiloado pelo filho do Duque de Buckingham e Normandia em 1763. A obra reapareceu em 1900, quando foi comprada por um colecionador britânico, Francis Cook, 1.º Visconde de Monserrate. A pintura foi danificada por tentativas anteriores de restauração e sua autoria não foi esclarecida. Os descendentes de Cook venderam a obra em um leilão em 1958 por apenas 45 libras esterlinas.
Em 2005, a pintura foi adquirida por um consórcio de comerciantes de arte que incluía Robert Simon, especialista em antigos mestres da arte. Estava fortemente pintada, de modo que parecia uma cópia e, antes da restauração, era descrita como "um naufrágio, sombrio e tenebroso". Em 2013, a pintura foi vendida ao colecionador russo Dmitry Rybolovlev por 127,5 milhões de dólares, através do negociante suíço Yves Bouvier.
Em novembro de 2017, a pintura foi vendida em um leilão na Christie's em Nova York por 450 312 500 dólares, um novo preço recorde para uma obra de arte (preço de martelo de 400 milhões de dólares mais 50,3 milhões de dólares em taxas). O comprador inicialmente não foi divulgado. O novo preço de venda foi 50% maior do que o recorde anterior alcançado por uma pintura. Posteriormente, um documento visto pela Reuters informou que o príncipe saudita Badr bin Abdullah al Saud havia comprado a pintura em nome do Departamento de Cultura e Turismo de Abu Dhabi.

## Controvérsias

### Autoria
Alguns especialistas questionam a atribuição da pintura a Leonardo. Michael Daley, o diretor da ArtWatchUK, levantou dúvidas sobre a autenticidade da pintura. Ele observou que praticamente não há evidências que demonstrem que Leonardo esteve envolvido na pintura de um Salvator Mundi; disputando assim o importante argumento a favor da atribuição da pintura a Leonardo, o de que a pintura contém pentimenti e, por isto, deve ser atribuída ao próprio Leonardo.
Jacques Franck, um historiador de arte baseado em Paris e especialista em Leonardo e que revisou a obra várias vezes, afirmou: "A composição não vem de Leonardo, ele preferia o movimento torcido. É um bom trabalho de estúdio com um pouco de Leonardo na melhor das hipóteses."

### Esfera de cristal
Da Vinci mostra Jesus segurando um globo de cristal transparente e não refratário à esquerda, sinalizando seu papel como Salvator Mundi e representando a "esfera celestial" dos céus. Especialistas sugerem que Da Vinci pintou o quadro quando estava estudando óptica.
Surgiu um debate sobre se a esfera translúcida na pintura, durante a restauração, foi processada com precisão. Alguns sugerem que era cristal sólido, enquanto outros teorizam que era oco por causa de sua aparente falta de distorção de fundo e seus três pontos brancos.
Em 2019, os cientistas testaram se é opticamente concebível criar uma imagem que renderize a esfera da mesma forma que ela aparece na pintura. Eles observaram que um orbe sólido dobra a luz como faria uma lente convexa, o que inverteria e aumentaria a imagem da túnica atrás do orbe. Este efeito persiste, independentemente do material da esfera. Uma esfera oca, ao contrário, não causa tal distorção. Com base nessa comparação, ficou claro que o globo era realmente oco. Os cientistas exploraram ainda mais a espessura do globo e descobriram que a esfera poderia ter 1,3 mm de espessura.